# 新亞歷山德里夫卡 (新瓦西里夫卡市鎮)
46°49′7″N 35°46′48″E / 46.81861°N 35.78000°E
新亞歷山德里夫卡（烏克蘭語：Новоолександрівка），是烏克蘭的村落，位於該國東南部扎波羅熱州，由梅利托波爾區的新瓦西里夫卡市鎮負責管轄，始建於1920年，面積0.74平方公里，海拔高度26米，2001年人口464，人口密度每平方公里627人。